# Vailhourles
Vailhourles é uma comuna francesa na região administrativa de Occitânia, no departamento de Aveyron. Estende-se por uma área de 32,41 km². Em 2010 a comuna tinha 655 habitantes (densidade: 20,2 hab./km²).